# Holger Mertens
Holger Mertens (* 1965 in Solingen) ist ein deutscher Kunsthistoriker und Denkmalpfleger. Seit 2016 ist er Landeskonservator von Westfalen-Lippe.

## Leben

### Studium und frühe Berufstätigkeit
Mertens studierte Kunstgeschichte, Klassische Archäologie und Mittelalterliche Geschichte an den Universitäten Köln und Münster. 1993 wurde er an der Universität zu Köln bei Günther Binding mit einer Arbeit zur Bauplastik der Dome in Speyer und Mainz promoviert.
Es folgten Tätigkeiten in der Stadtarchäologie in Duisburg und beim Stadtkonservator in Köln. 1997 wurde er Gebietsreferent für zahlreiche Kreise und Städte in Unter- und Oberfranken beim Bayerischen Landesamt für Denkmalpflege, Dienststelle Bamberg, danach übernahm er für das Amt  in München die Referatsleitung für die Praktische Denkmalpflege in Niederbayern und der Oberpfalz. 2002 bis 2009 hatte er zudem einen Lehrauftrag im Rahmen des Masterstudiengangs Denkmalpflege an der Universität Bamberg. 2010 begann seine Tätigkeit beim Landschaftsverband Westfalen-Lippe in Münster ebenfalls als Referatsleiter für die praktische Denkmalpflege. 

### Landeskonservator von Westfalen-Lippe
Nach dem Wechsel von Markus Harzenetter als Präsident des Landesamtes für Denkmalpflege Hessen im Mai 2015 wurde Holger Mertens zunächst kommissarisch und am 22. Januar 2016 endgültig zum neuen Leiter der LWL-Denkmalpflege, Landschafts- und Baukultur in Westfalen und damit zum neuen Landeskonservator von Westfalen-Lippe ernannt. In seiner Rede zur Amtseinführung äußerte er: Das kulturelle Erbe bereichert unser Leben und vermittelt Heimat und Identität. Ich bin deshalb stolz darauf, die erforschende, erfassende und pflegende Arbeit der Landeskonservatoren in Westfalen und Lippe forführen zu dürfen.
Mertens äußerte sich mehrfach sehr kritisch über die von der Landesregierung Nordrhein-Westfalen am 6. April 2022 beschlossene Novelle des Denkmalschutzgesetzes und befürchtet, dass danach noch mehr Baudenkmale abgerissen werden: Es geht im Gesetz nun nicht mehr primär um den Schutz der Denkmäler, sondern darum, mit den Denkmälern etwas machen zu können. Der Wegfall der sogenannten Benehmensherstellung und auch, dass das Gesetz Punkte erwähnt, die denkmalfremd sind – das öffnet die Tür dafür, dass sich Städte oder auch Privatleute leichter von vermeintlich unbequemen Denkmälern trennen können. Konkret kann das bedeuten, dass ein schützenswertes Bauwerk abgerissen wird, um den Baugrund gewinnbringend an einen Investor zu veräußern. (...) Wir sehen im Denkmalfachamt schon jetzt eine Vervierfachung der Abbruchanträge in den vergangenen sechs Monaten gegenüber dem halben Jahr zuvor.

### Weitere Ämter und Mitgliedschaften
- Mitglied der Arbeitsgruppe „Fachliche Fragen“ des Deutschen Nationalkomitees für Denkmalschutz
- Mitglied des Beirates der Akademie des Handwerks Schloss Raesfeld e.V.
- Mitglied des Beirates des Baukunstarchivs NRW
- Mitglied des Beirates von „baukunst-nrw“
- Vertreter für die Vereinigung der Landesdenkmalpfleger im Förderverein der Bundesstiftung Baukultur
- Vorstand der Stiftung der Deutschen Burgenvereinigung
- stellvertretender Vorsitzender der Warburger Denkmalstiftung in der Deutschen Stiftung Denkmalschutz[4]

## Schriften (Auswahl)
- Studien zur Bauplastik der Dome in Speyer und Mainz. Stilistische Entwicklung, Motivverbreitung und Formenrezeption im Umfeld der Baumaßnahmen des frühen 12. Jahrhunderts (= Quellen und Abhandlungen zur mittelrheinischen Kirchengeschichte Bd. 76). Gesellschaft für Mittelrheinische Kirchengeschichte, Mainz 1995, ISBN 3-929135-08-6.
- 125 Jahre Denkmalpflege in Westfalen, in: Denkmalpflege in Westfalen-Lippe 2017/2, S. 4–25.